# Anna van Hongarije
Anna van Hongarije (1260 - Constantinopel, 1281) was een Hongaarse prinses en van 1273 tot aan haar dood medekeizerin van het Byzantijnse Rijk. Ze behoorde tot de Árpáden-dynastie.

## Levensloop
Anna was een dochter van koning Stefanus V van Hongarije uit diens huwelijk met Elisabeth van Koemanië.
Op 8 november 1273 huwde ze met Andronikos II Palaiologos (1258-1332), aan de zijde van zijn vader Michaël VIII Palaiologos medekeizer van het Byzantijnse Rijk. Hierdoor werd Anna medekeizerin. Het huwelijk was gearrangeerd, maar toch was het echtpaar zeer verliefd. Uit het gelukkige huwelijk werden twee zonen geboren:
- Michaël IX Palaiologos (1277-1320), keizer van het Byzantijnse Rijk
- Constantijn (1278/1281-1334/1335), gouverneur van Avlonas en Thessaloniki

Anna van Hongarije overleed in 1281, een jaar voor haar echtgenoot volwaardig keizer van het Byzantijnse Rijk zou worden. In 1284 hertrouwde hij met Yolande van Monferrato.